# Dorota Kycia

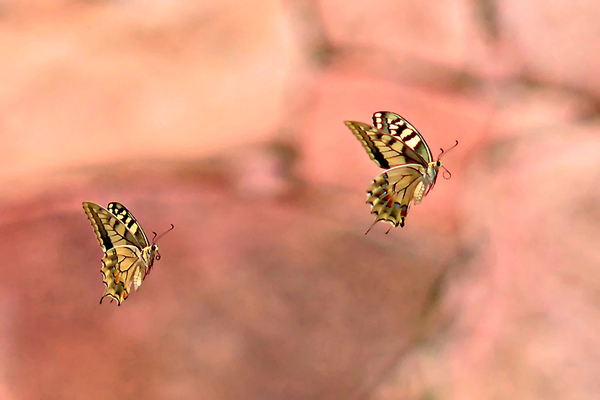
Dorota Kycia, Para, fotografia (2010)

Dorota Teresa Kycia (ur. 26 lutego 1962 w Milanówku) – polska artystka fotograf, oficer łącznikowy Międzynarodowej Federacji Sztuki Fotograficznej (FIAP).

## Życiorys
Ukończyła Studium Fotografii ZPAF w 2005 roku i Akademię Fotografii w Warszawie w 2007 roku. Członek rzeczywisty Stowarzyszenia Twórców Fotoklub Rzeczypospolitej Polskiej z tytułem AFRP. Członek Photographic Society of America (PSA). Członek Związku Polskich Fotografów Przyrody Okręgu Mazowieckiego. Od 2010 pełni funkcję Oficera Łącznikowego Międzynarodowej Federacji Sztuki Fotograficznej (FIAP Liaison Officer). W latach 2011–2014 była wiceprezesem Zarządu IFWP (International Federation of Wildlife Photography). Za osiągnięcia w twórczości fotograficznej Międzynarodowa Federacja Sztuki Fotograficznej przyznała jej w 2010 tytuł artysty Międzynarodowej Federacji Sztuki Fotograficznej (AFIAP), w 2011 tytuł wybitnego artysty Excellence FIAPmedal (EFIAP) oraz w 2016 tytuł honorowy Excellence for Services Rendered (ESFIAP). W 2012 roku otrzymała cypryjski tytuł honorowy HonPESGSPC.

## Twórczość i publikacje
Fotografie Doroty Kyci były prezentowane na blisko 100 wystawach zbiorowych, zarówno w kraju, jak i za granicą: w Austrii, Belgii, Czechach, Serbii, Anglii, Indiach, USA, San Marino, Hiszpanii, Argentynie, Hongkongu, Rumunii, Szwecji, Luksemburgu, we Włoszech, Francji, na Słowacji, w Holandii, Chinach, w Południowej Afryce, w Malezji, Finlandii.
W swym dorobku posiada kilka wystaw indywidualnych. W 2010 miała miejsce autorska ekspozycja jej fotografii przyrodniczej „Natura w fotografii”, która odbyła się w Galerii „Helios” w Radomiu. Prace znajdują się również w kolekcji muzeum fotografii Musée de l’Elysee w Lozannie. Fotografie Doroty Kyci publikowane były w magazynie „FOTO” i „Fotografii Cyfrowej”. Zostały również zamieszczone w albumie wydanym przez ZPFP „Mazowsze w obiektywie”. Jej prace zaprezentowano w Almanachu (1995–2017), wydanym przez Fotoklub Rzeczypospolitej Polskiej Stowarzyszenie Twórców, w 2017 roku.

## Nagrody
Za twórczość fotograficzną otrzymała ponad 30 nagród polskich i zagranicznych, m.in.:
- srebrny medal FIAP – 5th Pokrova Photovernissage, Ukraina 2010[11][12]
- brązowy medal Fotoklubu RP – Poznań 2006
- III nagroda (Brązowe Szkło) – Otwarte Mistrzostwa Fotograficzne, Olsztyn 2008[13]
- wyróżnienie honorowe FIAP – Yuanlin International Exhibition of Photography, Tajwan 2010[14]
- wyróżnienie honorowe FIAP – C.P.N.O. International Exhibition, Chiny 2010[12]

## Odznaczenia
- Medal Louisa Jacques’a Mandé Daguerre’a (2013)[1][15]
- Złoty Medal „Za Zasługi dla Rozwoju Twórczości Fotograficznej” (2015)[15]
- Medal „Za Zasługi dla Fotografii Polskiej” (2018)[16][17]
- Złoty Medal „Za Fotograficzną Twórczość” (2020)[18]
- Brązowy Medal „Zasłużony Kulturze Gloria Artis” (2024)[19]